# Nels Anderson
Nels Anderson, né le 30 juillet 1889 à Chicago et mort le 8 octobre 1986, est un sociologue américain. Il a étudié à l'université de Chicago, notamment avec les professeurs Robert E. Park et Ernest Burgess, dont les recherches étaient parmi les toutes premières à expliquer l'organisation des villes.

## Biographie

### Jeunesse
Son père émigre aux États-Unis en 1882, après avoir passé son enfance en Suède et douze années en Allemagne. Dès son arrivée, il participe aux grands chantiers de construction ferroviaire s'étendant vers l'ouest, et multiplie les différents « petits boulots » (bûcheron, cocher, mineur, travailleur agricole), et se déplaçant constamment, à l'image du travailleur hobo.
Depuis sa jeune enfance, Nels Anderson connut des déménagements très réguliers, s'effectuant souvent selon des modes de transport précaires, tels les chariots couverts de trains de marchandise.  Il est déjà possible de constater la proximité de Nels Anderson avec le mode de vie hobo qu'il s'attachera à décrire des années plus tard.

### Carrière
Il enseigna à l'université Columbia de 1928 à 1934, année où il devint fonctionnaire. Il travailla simultanément à Washington et à l'étranger, principalement dans les bureaux d'embauche et d'aide sociale jusqu'en 1953. Il continua à publier des travaux sur les hobos et la condition de sans-abri sous le pseudonyme de Dean Stiff. Il fera d'ailleurs remarquer dans un article qu'il n'a jamais cessé d'appliquer ses connaissances sociologiques dans son travail non-académique.
Il vécut la guerre en tant qu'employé de la marine marchande, puis alla travailler comme expert des relations au travail en Allemagne. Il reprit son travail universitaire à 65 ans et prit la tête de l'institut pour la science sociale de l'UNESCO à Cologne.
Il a été professeur au département de sociologie de l'Université du Nouveau-Brunswick de 1965 à 1977.

## Œuvre
Sa première publication, The Hobo (1923), a contribué à faire reconnaître l'observation participante comme une méthode de recherche sociologique et fut la première monographie de l'École de Chicago.
Une conférence pour célébrer le 85e anniversaire de la publication de The Hobo s'est tenue en mai 2008.